# 中國民主社會黨

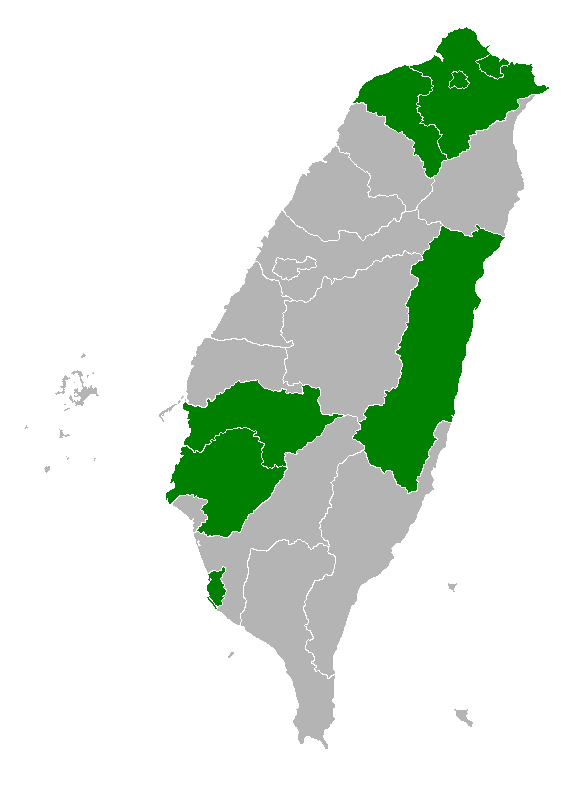
中國民主社會黨黨員在臺灣曾經執政、或當選省議員的縣市：
臺北縣、臺北市、基隆市、桃園縣、嘉義縣、嘉義市、臺南縣、高雄市、花蓮縣。

中國民主社會黨（英語：China Democratic Socialist Party，CDSP），簡稱民社黨，是中華民國的一個已解散政黨，由「中國國家社會黨」及「中國民主憲政黨」在1946年8月14日於上海市合併組成。在中華民國大陸時期曾參與制憲國民大會，並於1949年隨著中華民國政府遷往臺灣。在戒嚴時期，民社黨與國民黨、青年黨曾是中華民國僅有的三個合法政黨之一。1980年代後期黨禁解除之後，部份黨員相繼分裂另組政黨，而具有一定影響力的台籍人士則轉入民主進步黨。1990年代初期中央民意代表全面改選，民社黨在選舉中大敗，隨後更徹底失勢，消失在臺灣政壇中。2017年，時任党主席孫善豪辭世，未有繼任者，亦無人領導黨務，名存实亡。2020年4月29日，行政院內政部依《政黨法》公告廢止中國民主社會黨政黨備案，宣告民社黨正式解散，黨史計88年。
該黨的創辦人為被前國民政府主席蔣中正讚為「中華民國憲法之父」的張君勱。原中央黨部位於臺北市文山區木柵。

## 歷史

### 中國大陸時期
中國民主社會黨淵源甚早，1912年中華民國建國，梁啟超統合共和黨、統一黨和民主黨組織為進步黨，是當時國會第一大黨，學者張東蓀雖未入黨，然參與密切。1918年，中國北洋政府國會大選，梁啟超與張東蓀所組織的「研究系」參選，卻不敵給段祺瑞組織的「安福俱樂部」慘敗。而後梁啟超、張東蓀等人則轉以著述、講學、辦學、辦報為主要事業，並組織「共學社」、「講學社」等。
1932年，張東蓀與張君勱組織中國國家社會黨（民社黨前身），創辦《再生》周刊，反對國民黨「黨外無黨」的一黨專政態勢，要求國民黨終止訓政階段，施行憲政。國社黨傳承自「研究係」而來，參加重慶國民政府的國民參政會。然而，第二屆國民參政會名單公佈後，非國民黨人士縮減，1941年國社黨與青年黨、中華民族解放行動委員會（後改名為中國農工民主黨）、中國人民救國會、中華職業教育社組織與無黨派人士組成中國民主政團同盟，希望能成為有力的政治勢力，制衡國民黨，國社黨為重要成員之一。
第二次世界大戰後，中國國家社會黨退出民盟，與同屬梁啟超系統的民主憲政黨合併，於1946年8月15日正式成立中國民主社會黨，1947年，張君勱被推选為黨主席，參與制憲國民大會。張東蓀亦因此與張君勱決裂，孫寶剛、孫寶毅、伍憲子與沙彥楷等人則組織「中國民主社會黨革新派」，反對參與國民政府，不久解散，1948年，又有人另組「中國自由社會黨」，終未成氣候。
當時，由於中國民主社會黨與中國青年黨共同參與制定中華民國憲法，因而有國民黨、民社黨、青年黨三黨為三個合法政黨的說法。1950年被中華人民共和國政府宣布为非法組織。

### 台灣時期
1949年中國民主社會黨中央黨部隨國民政府遷往台灣，但是黨主席張君勱不滿國民黨的施政及在大陸失敗後欠缺改革之決心，長期滯留海外，先後於東南亞、印度等地講學，也曾計畫在香港建立據點，成為第三勢力，然終未果。至於台灣的黨務則委託曾經競選副總統的徐傅霖代理主席，但是由於內部步調不一，衝突不斷，組織一再變遷，改為主席團制，仍不免一分為二，直到1962年張君勱號召黨的團結，1963年形式上結束分裂的局面。
民社黨遷至台灣後，與中國青年黨為國民黨外僅存能公開活動的政黨，許多台灣早期的黨外人士曾以民社黨身份參與並且當選。在縣市長方面，楊仲鯨於1950年當選花蓮縣縣長；而後於1960年起，林番王當選兩任基隆市市長；1968年，楊金虎當選高雄市市長。在省議會方面，桃園縣的黃玉嬌自1977年起，當選多屆省議員。基隆市望族、曾任省府顧問的顏欽賢亦是民社黨資深黨員。
此外，部份民社黨員則以無黨籍身分參政。首任民選臺北市市長、曾任兩屆臺南縣選區省議員的吳三連，早在民社黨還是國社黨時期，即已加入。曾任兩屆臺北市市長的高玉樹，首任省轄嘉義市市長、曾任多屆嘉義縣選區省議員的許世賢，及曾任多屆臺北縣選區的省議員李秋遠均曾加入民社黨。
1950年代末期，李萬居、郭國基等人對國民黨專政下的選風、政治局勢不滿，便舉行選舉座談會，希望透過中國民主社會黨、中國青年黨與國民黨交涉。1960年，黨外候選人在民社黨總部召開「在野黨及無黨派人士本屆地方選舉檢討會」，郭國基等人主張要成立強而有力的新政黨「中國民主黨」，但終究以雷震案收場，胎死腹中。當時國民黨長期以「反共抗俄宣傳費」補助兩個在野黨，至1960年5月14日民社黨發表書面聲明，拒絕由國庫撥給反共抗俄宣傳費，自由中國雜誌社論亦對國民黨作法嚴厲批判。大體而言，民社黨與青年黨並沒有發揮進一步制衡的作用，民社黨僅能在歷次選舉中，倚靠國民黨「禮讓」若干席次，而被著名黨外人士黃信介嘲笑為「花瓶政黨」、「廁所裡的花瓶」。
1979年，民社黨召開第三屆全國黨代表大會後，便長期未再召開代表大會。1988年，沈朝江、江連興、謝正一要求召開第四屆代表大會，發起組織「中國民主社會黨黨務革新委員會」，當年8月14日革新派300多人自行集會。選舉沈朝江任黨主席，改遷黨部至台中市。而原民社黨黨中央則於8月15日召集「建黨四十二週年紀念大會」，革新派鬧場，兩派決裂。1989年，王世憲等原黨中央向內政部登記註冊，沈朝江等人則以「中華新民社黨」為名登記，後又改名為中國民主黨。
在台灣解除黨禁以及進行國會全面改選之後，由於中國民主社會黨分裂成中國民主社會黨黨務革新委員會、保民黨、大同黨及相關聯的中華社會民主黨等四個新政黨並且失去立法院與國民大會的所有國會席次，且長期未參與公職選舉，消失在台灣政治，被主流社會所遺忘。2002年第六屆全國黨員代表大會后，改主席團為主席一人，歷任主席為伊步倫、孫善豪等。
2016年，不當黨產處理委員會要求中國民主社會黨提出申報財產資料及補充資料，民社黨向黨產會提出了《政黨現有財產申報表》、《政黨已變動財產申報表》。
2017年，民社黨黨主席孫善豪逝世，此後未有新任黨主席上位，黨務無人領導，民社黨陷入名存實亡的局面。
2020年4月29日，內政部公告因民社黨未依《政黨法》補正完成，宣布廢止民社黨的備案。

## 象征
中国民主社会党党旗为“大红纯白铁黑三色党旗”，党徽为“绿色井字党徽”。党旗意涵根据《中国民主社会党党员常识问答初稿》的解释如下：
大红表示热烈的同情心，纯白表示光明磊落与社会公道，铁黑代表坚毅的意志与纪律。绿井就是井田，井田为我国固有的社会主义的一种制度，绿色象征和平。这正是说明本党目的在实现温和的社会主义。
张君劢在1947年第一次全代会拟定党歌如下，其后1959年2月15日在该党迁台后，代主席孙亚夫委托计大伟谱曲：

伟哉中华，万世常春，埃及希罗，孰与比伦？

闭关称雄，百年苦辛，睡狮既醒，民国遄臻。

今而后，合德同心，努力于国命更新。

孟言民贵，孔患不均，货恶弃地，力出己身，不独子子，不独亲亲。

斯为民主社会主义，吾党之北辰。

党员誓词如下：
| “ | 余誓以至诚，信仰本党主张，遵守本党党章，接受本党委托，奉行本党决议，从此献身本党。本党本忠恕敬爱之道与全党同仁致力国是，如果违背，愿受本党之制裁，谨誓。 | ” |

## 歷任主席

### 中國國家社會黨主席
- 前身為1931年再生社，張君勱、張東蓀與羅隆基創建。
- 1932年4月16日，張君勱與張東蓀等人在北平秘密組織中國國家社會黨。

1. 中央总务委员会（1932年－1936年）（張君勱、張東蓀、 羅隆基、胡石青、諸青來等11人组成，張君勱兼总秘书。）
2. 中央总务委员会（1936年－1941年）（張君勱、張東蓀、湯鄉茗、羅文干、陸鼎揆、諸青來、盧韓昌，執行委員則有梁實秋、梁秋水、徐公勉、黃炎培，張君勱兼总秘书。）

- 1941年中國國家社會黨和統一建國同志會等第三勢力政黨改組為中國民主政團同盟，為政黨聯盟。

### 中國民主憲政黨主席
- 前身保皇黨，康有為、梁啟超領導的君主立憲黨派，後解散。梁啟超在美國成立保皇憲政黨，後返中國改組為憲政黨，後解散。
- 1912年湯化龍、梁啓超、林長民建立民主黨

1. 梁啟超（1912年－1913年）

- 1913年梁啓超的民主黨與黎元洪的共和黨和張謇的統一黨三合一併成進步黨

1. 理事長：黎元洪、梁啓超（召集人）（1913年－1916年）

- 1916年，進步黨的梁啓超與湯化龍兩派合併為研究系，1920年7月直皖戰爭後衰退瓦解。

1. 梁啓超（1916年－1927年）

- 1927年梁啓超、伍憲子、徐勤等組建中國憲政黨。1941年加入中國民主政團同盟同盟的政黨聯盟。

1. 梁啓超（1927年－1929年）
2. 徐勤（1929年－1945年）

- 1945年改名中國民主憲政黨

1. 伍憲子（1945年－1946年）

- 與中國國家社會黨合併，成立中國民主社會黨。

### 中國民主政團同盟主席
- 1941年中國國家社會黨和統一建國同志會改組為中國民主政團同盟，同年中國民主憲政黨加入中國民主政團同盟。

1. 黃炎培（1941年－1941年）
2. 張瀾（1941年－1949年）

- 1946年8月15日中國國家社會黨與中國民主憲政黨合併，成立中國民主社會黨，1946年11月中國國家社會黨參加了中國國民黨主導的南京制憲國民大會，並且退出民盟。

### 中國民主社會黨主席
- 1946年8月15日，中國國家社會黨與中國民主憲政黨合併，成立中國民主社會黨，並成立組織委員會推選主席

1. 張君勱，任期：1946年8月15日－1950年（國共內戰後海外發展）
2. 陸續分裂成三派（1950年－1957年)
  1. 徐傅霖派（1950年－1957年，徐傅霖受張君勱託為代理主席，後自任主席）
  2. 八常委派（1950年－1957年，八位中常委楊毓滋、蔣勻田、崔心一、戢翼翹、萬鴻圖、孫亞夫、金侯城、向構父等人建立，不承認徐傅霖派）
  3. 向構父派（1950年－1957年，中央改造委員會，向構父、黃孟剛、周樹聲、金治賢、李祖謙等人建立，不承認徐傅霖派與八常委派）

- 三派合流，改主席為主席團

1. 主席團，任期：1957年9月21日－1959年

- 徐傅霖、戢翼翹、石志泉
- 再分裂成三派（1959年－1963年5月11日）

1. 1958年徐傅霖去世後，內部不和，再度分裂成徐傅霖派、八常委派與向構父派，直到1962年4月張君勱再次寫信調解。

- 三派合流，重建主席團，又稱黨的召集人

1. 主席團，任期：1963年5月11日－1969年11月1日[13]

- 向構父、郭虞裳、孫亞夫、蔣勻田、王世憲、李緞

1. 主席團，任期：1969年11月1日－1979年

- 向構父、郭虞裳、蔣勻田、王世憲、孫亞夫、李緞、楊毓滋、梁朝威、黃森、劉中一、廖競存

1. 主席團，任期：1979年－?

- 王世宪、李缎、杨毓滋、刘中一、陳大器、刘政原、罗永扬

1. 主席團，任期：1990年代－?

- 王世憲（？－1993年）、楊毓滋（？－1994年）、李緞（？－1995年）、王培基（1996年－？）、汪振華（1996年－1999年）、伊步倫（1996年－？）、謝漢儒（1996年－？）、成開勛（1996年－？）、李厚業（1996年－？）
- 2002年第六屆全國黨員代表大會後，改主席團為主席一人：

1. 伊步倫，任期：2002年－2013年
2. 孫善豪，任期：2013年－2017年
3. 2017年－2020年，主席空缺

## 公職人員及選舉

### 正副總統候選人
| 中國民主社會黨：正副總統候選人 | 中國民主社會黨：正副總統候選人 | 中國民主社會黨：正副總統候選人 | 中國民主社會黨：正副總統候選人 | 中國民主社會黨：正副總統候選人 |
| 選舉                           | 候選人                         | 得票數                         | 得票率                         | 狀態                           |
| ------------------------------ | ------------------------------ | ------------------------------ | ------------------------------ | ------------------------------ |
| 第二任總統選舉                 | 徐傅霖                         | 48                             | 3.09%                          | 落選                           |
| 第二任副總統選舉               | 石志泉                         | 109                            | 7.14%                          | 落選                           |

### 中央黨公職
| 總統府         | 國策顧問   | 官派   | 全國                        | 楊毓滋   |
| 總統府         | 國策顧問   | 官派   | 全國                        | 蔣勻田   |
| 總統府         | 國策顧問   | 官派   | 全國                        | 孫亞夫   |
| 行政院         | 政務委員   | 官派   | 全國                        | 楊毓滋   |
| 行政院         | 政務委員   | 官派   | 全國                        | 蔣勻田   |
| 立法院         | 立法委員   | 第一屆 | 雲林縣 嘉義縣 臺南縣 臺南市 | 許世賢   |
| 立法院         | 立法委員   | 第一屆 | 僑居國外僑民                | 汪振華   |
| 監察院         | 監察委員   | 第一屆 | 臺灣省                      | 楊毓滋   |
| 監察院         | 監察委員   | 第一屆 | 臺灣省                      | 李緞     |
| 監察院         | 監察院顧問 | 第一屆 | 全國                        | 李緞     |
| 國民大會       | 國大代表   | 第一屆 | 上海市                      | 金侯城   |
| 國民大會       | 國大代表   | 第一屆 | 高雄市                      | 楊金虎   |
| 國民大會       | 國大代表   | 第一屆 | 開封縣                      | 程文熙   |
| 國民大會       | 國大代表   | 第一屆 | 南通縣                      | 孫婉華   |
| 國民大會       | 國大代表   | 第一屆 | 啟東縣                      | 黃孟剛   |
| 國民大會       | 國大代表   | 第一屆 | 六合縣                      | 孫亞夫   |
| 國民大會       | 國大代表   | 第一屆 | 餘杭縣                      | 張才俊   |
| 國民大會       | 國大代表   | 第一屆 | 安吉縣                      | 蘇壎     |
| 國民大會       | 國大代表   | 第一屆 | 崇德縣                      | 錢天任   |
| 國民大會       | 國大代表   | 第一屆 | 定海縣                      | 王培源   |
| 國民大會       | 國大代表   | 第一屆 | 上虞縣                      | 朱念慈   |
| 國民大會       | 國大代表   | 第一屆 | 黟縣                        | 吳麟     |
| 國民大會       | 國大代表   | 第一屆 | 贛縣                        | 劉壽元   |
| 國民大會       | 國大代表   | 第一屆 | 定南縣                      | 黃冠三   |
| 國民大會       | 國大代表   | 第一屆 | 鄱陽縣                      | 黃胡浦清 |
| 國民大會       | 國大代表   | 第一屆 | 戈陽縣                      | 方錦     |
| 國民大會       | 國大代表   | 第一屆 | 玉山縣                      | 歐陽謙   |
| 國民大會       | 國大代表   | 第一屆 | 漢陽縣                      | 丘子佩   |
| 國民大會       | 國大代表   | 第一屆 | 咸寧縣                      | 劉昌振   |
| 國民大會       | 國大代表   | 第一屆 | 南漳縣                      | 曾曉淵   |
| 國民大會       | 國大代表   | 第一屆 | 威遠縣                      | 羅永揚   |
| 國民大會       | 國大代表   | 第一屆 | 永川縣                      | 唐尚珍   |
| 國民大會       | 國大代表   | 第一屆 | 蒲江縣                      | 汪泳龍   |
| 國民大會       | 國大代表   | 第一屆 | 高縣                        | 閔錫如   |
| 國民大會       | 國大代表   | 第一屆 | 酆都縣                      | 江秉彝   |
| 國民大會       | 國大代表   | 第一屆 | 臨沂縣                      | 杜以唐   |
| 國民大會       | 國大代表   | 第一屆 | 霑化縣                      | 王謝陳   |
| 國民大會       | 國大代表   | 第一屆 | 平陰縣                      | 林秉正   |
| 國民大會       | 國大代表   | 第一屆 | 濰縣                        | 王注東   |
| 國民大會       | 國大代表   | 第一屆 | 淄川縣                      | 曹梅村   |
| 國民大會       | 國大代表   | 第一屆 | 鄒平縣                      | 馬興讓   |
| 國民大會       | 國大代表   | 第一屆 | 齊東縣                      | 張鵬士   |
| 國民大會       | 國大代表   | 第一屆 | 即墨縣                      | 王靜軒   |
| 國民大會       | 國大代表   | 第一屆 | 嵐皋縣                      | 趙遂良   |
| 國民大會       | 國大代表   | 第一屆 | 沔縣                        | 李清溪   |
| 國民大會       | 國大代表   | 第一屆 | 平和縣                      | 朱燧藩   |
| 國民大會       | 國大代表   | 第一屆 | 明溪縣                      | 葉大增   |
| 國民大會       | 國大代表   | 第一屆 | 蕉嶺縣                      | 鍾介民   |
| 國民大會       | 國大代表   | 第一屆 | 湛江市                      | 陳統元   |
| 國民大會       | 國大代表   | 第一屆 | 蒼梧縣                      | 成炳南   |
| 國民大會       | 國大代表   | 第一屆 | 平南縣                      | 歐陽革辛 |
| 國民大會       | 國大代表   | 第一屆 | 上思縣                      | 蒯超     |
| 國民大會       | 國大代表   | 第一屆 | 臨桂縣                      | 朱遠謀   |
| 國民大會       | 國大代表   | 第一屆 | 萬承縣                      | 張乃恭   |
| 國民大會       | 國大代表   | 第一屆 | 華甯縣                      | 張青選   |
| 國民大會       | 國大代表   | 第一屆 | 文山縣                      | 胡思舜   |
| 國民大會       | 國大代表   | 第一屆 | 鹽豐縣                      | 張崇如   |
| 國民大會       | 國大代表   | 第一屆 | 樺甸縣                      | 王西清   |
| 中央選舉委員會 | 中選會委員 | 官派   | 全國                        | 謝漢儒   |

### 省市黨公職
| 臺灣省政府       | 省府委員 | 官派                 | 臺灣省 | 吳三連 | 以無黨籍身分參政的中國民主社會黨黨員                   |
| 臺灣省政府       | 省府委員 | 官派                 | 臺灣省 | 顏欽賢 | 中國民主社會黨黨員，後轉入中國國民黨                   |
| 臺灣省政府       | 省府顧問 | 官派                 | 臺灣省 | 謝漢儒 | 中國民主社會黨黨員                                     |
| 臺灣省參議會     | 省參議員 | 第一屆               | 臺灣省 | 任公藩 | 中國民主社會黨黨員                                     |
| 臺灣省參議會     | 省參議員 | 第一屆               | 臺灣省 | 李緞   | 中國民主社會黨黨員                                     |
| 臺灣省參議會     | 省參議員 | 第一屆               | 臺灣省 | 葉榮鐘 | 中國民主社會黨黨員                                     |
| 臺灣省參議會     | 省參議員 | 第一屆               | 臺灣省 | 謝漢儒 | 中國民主社會黨黨員                                     |
| 臺灣省參議會     | 省參議員 | 第一屆               | 臺灣省 | 張瑞麒 | 中國民主社會黨黨員                                     |
| 臺灣省參議會     | 省參議員 | 第一屆               | 臺灣省 | 顏欽賢 | 中國民主社會黨黨員                                     |
| 臺灣省參議會     | 省參議員 | 第一屆               | 臺灣省 | 楊金寶 | 中國民主社會黨黨員                                     |
| 臺灣省臨時省議會 | 省議員   | 第二屆 第三屆        | 嘉義縣 | 許世賢 | 以無黨籍身分參政的中國民主社會黨黨員                   |
| 臺灣省臨時省議會 | 省議員   | 第二屆 第三屆        | 臺南縣 | 吳三連 | 以無黨籍身分參政的中國民主社會黨黨員                   |
| 臺灣省議會       | 省議員   | 第一屆 第二屆 第三屆 | 嘉義縣 | 許世賢 | 以無黨籍身分參政的中國民主社會黨黨員                   |
| 臺灣省議會       | 省議員   | 第一屆               | 臺南縣 | 吳三連 | 以無黨籍身分參政的中國民主社會黨黨員                   |
| 臺灣省議會       | 省議員   | 第二屆 第三屆 第四屆 | 臺北縣 | 李秋遠 | 以無黨籍身分參政的中國民主社會黨黨員，後轉入民主進步黨 |
| 臺灣省議會       | 省議員   | 第六屆 第七屆 第八屆 | 桃園縣 | 黃玉嬌 | 中國民主社會黨黨員，後轉入民主進步黨                   |

### 縣市黨公職
| 臺北縣參議會 | 縣參議員   | 第一屆                      | 臺北縣                                    | 周碧   | 中國民主社會黨黨員                                   |
| 臺北縣議會   | 縣議員     | 第一屆 第二屆 第三屆 第四屆 | 新莊鎮 泰山鄉 三重鎮 五股鄉 蘆洲鄉 林口鄉 | 李秋遠 | 以無黨籍身分參政的中國民主社會黨員，後轉入民主進步黨 |
| 臺北市政府   | 市長       | 官派 第一屆                 | 臺北市                                    | 吳三連 | 以無黨籍身分參政的中國民主社會黨黨員                 |
| 臺北市政府   | 市長       | 第二屆 第五屆               | 臺北市                                    | 高玉樹 | 以無黨籍身分參政的中國民主社會黨黨員                 |
| 臺北市議會   | 市議員     | 第四屆 第五屆               | 雙園區 龍山區 城中區                      | 李賜卿 | 以無黨籍身分參政的中國民主社會黨黨員                 |
| 基隆市政府   | 市長       | 第四屆 第五屆               | 基隆市                                    | 林番王 | 中國民主社會黨黨員                                   |
| 陽明山管理局 | 管理局顧問 | 官派                        | 陽明山管理局                              | 周碧   | 中國民主社會黨黨員                                   |
| 桃園縣議會   | 縣議員     | 第二屆 第三屆 第四屆        | 中壢鎮                                    | 黃玉嬌 | 中國民主社會黨黨員，後轉入民主進步黨                 |
| 嘉義市政府   | 市長       | 第一屆                      | 嘉義市                                    | 許世賢 | 以無黨籍身分參政的中國民主社會黨員                   |
| 嘉義市參議會 | 市參議員   | 第一屆                      | 嘉義市                                    | 許世賢 | 以無黨籍身分參政的中國民主社會黨員                   |
| 高雄市政府   | 市長       | 第六屆                      | 高雄市                                    | 楊金虎 | 中國民主社會黨黨員                                   |
| 花蓮縣政府   | 縣長       | 第一屆                      | 花蓮縣                                    | 楊仲鯨 | 中國民主社會黨黨員                                   |

## 刊物
- 《宇宙》
- 《再生》
- 《海峽兩岸民主社會主義通訊》：1993年10月起，民社黨中央黨部開始發行，為季刊形式，由顧紹昌秘書長編輯。自2004年6月以後該刊物就未繼續發行。[14]

### 書籍
- 《早期台灣民主運動與雷震紀事：為歷史留見證》，謝漢儒，2002年
- 《雷震回憶錄之新黨運動黑皮書》，雷震，2003年
- 《臺灣早期政黨史略（一九〇〇─ 一九六〇）》，陳正茂，2009年